# Los Díaz
Los Díaz är en ort i Mexiko.   Den ligger i kommunen San Felipe och delstaten Guanajuato, i den centrala delen av landet, 300 km nordväst om huvudstaden Mexico City. Los Díaz ligger 2 069 meter över havet och antalet invånare är 696.
Terrängen runt Los Díaz är kuperad åt nordost, men åt sydväst är den platt. Runt Los Díaz är det ganska glesbefolkat, med 31 invånare per kvadratkilometer. Närmaste större samhälle är San Felipe, 3,3 km väster om Los Díaz. Trakten runt Los Díaz består i huvudsak av gräsmarker.